# Chrysomphalina
Chrysomphalina är ett släkte av svampar. Chrysomphalina ingår i familjen Hygrophoraceae, ordningen Agaricales, klassen Agaricomycetes, divisionen basidiesvampar och riket svampar.
|                | Hygrophorus |
|                | |
|                | Hygrocybe |
|                | |
|                | Gliophorus |
|                | |
|                | Camarophyllus |
|                | |
|                | Humidicutis |
|                | |
|                | Neohygrocybe |
|                | |
| Chrysomphalina | \| \| Chrysomphalina chrysophylla \| \| \| \| \| \| Chrysomphalina strombodes \| \| \| \| \| \| Chrysomphalina aurantiaca \| \| \| \| \| \| Chrysomphalina grossula \| \| \| \| |
|                | \| \| Chrysomphalina chrysophylla \| \| \| \| \| \| Chrysomphalina strombodes \| \| \| \| \| \| Chrysomphalina aurantiaca \| \| \| \| \| \| Chrysomphalina grossula \| \| \| \| |
|                | Camarophyllopsis |
|                | |
|                | Bertrandia |
|                | |
|                | Chromosera |
|                | |
|                | Lichenomphalia |
|                | |
|                | Ampulloclitocybe |
|                | |
|                | Neohygrophorus |
|                | |
|                | Semiomphalina |
|                | |
|                | Chrysomphalina chrysophylla |
|                | |
|                | Chrysomphalina strombodes |
|                | |
|                | Chrysomphalina aurantiaca |
|                | |
|                | Chrysomphalina grossula |
|                | |

|  | Chrysomphalina chrysophylla |
|  |                             |
|  | Chrysomphalina strombodes   |
|  |                             |
|  | Chrysomphalina aurantiaca   |
|  |                             |
|  | Chrysomphalina grossula     |
|  |                             |

## Källor

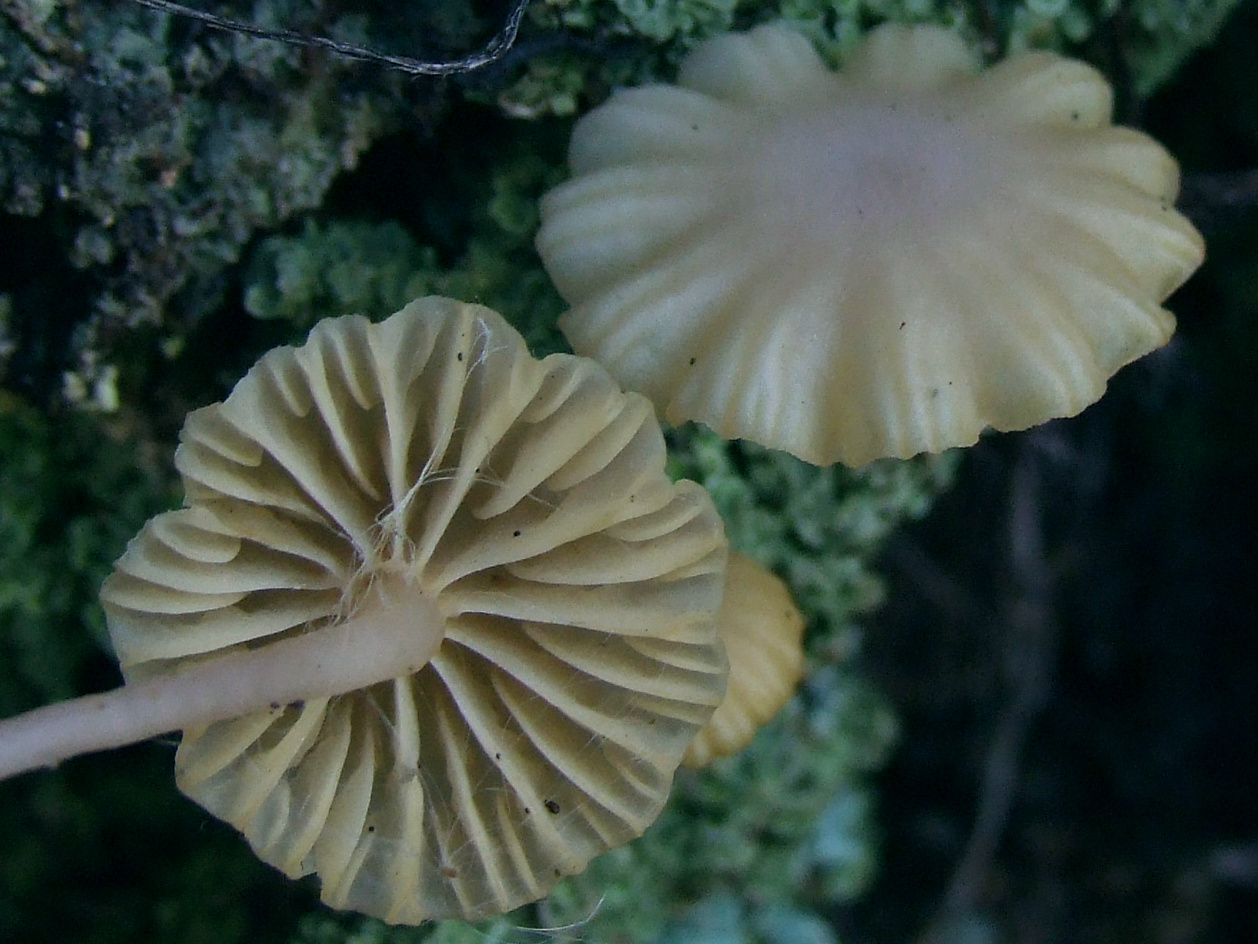
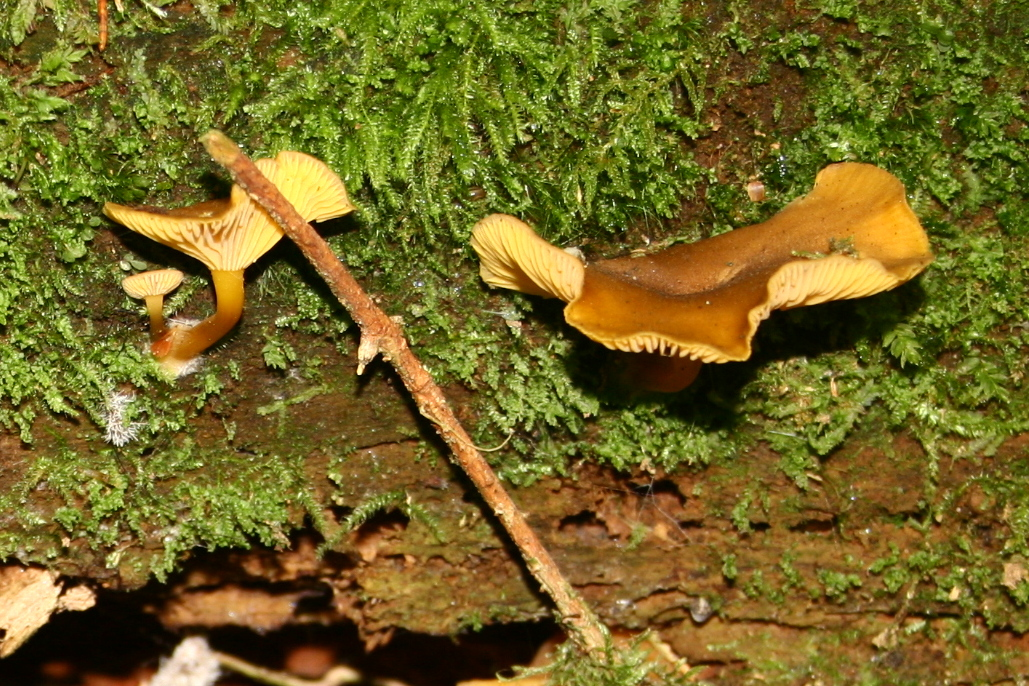